# Padre Island
Padre Island er en amerikansk ø i en kæde af barriereøer langs Texas' kyst mod Den Mexicanske Golf. Den er med en længde på 182 km:186  og en bredde på op til 3 km verdens største barriereø. Den er desuden den næststørste ø i Det Kontinentale USA efter Long Island i New York. Øen er orienteret nord-syd. Den nordlige end ligger ud for Corpus Christi som den har broforbindelse med. Den sydlige ende er forbundet med bro til Port Isabel på fastlandet. Der er bebyggelser i begge ender. Hovedparten af Padre Island er et beskyttet naturområde. Havområdet mellem Padre Island og fastlandethedder er den lavvandede og meget saltholdige lagune Laguna Madre.
I 1964 blev Padre Island teknisk set delt i to øer, North Padre Island og South Padre Island, ved etableringen af kanalen Port Mansfield Channel gennem øen.
Administrativt er øen delt mellem countierne Cameron County, Kenedy County, Kleberg County, Nueces County og Willacy County i Texas.
Padre betyder "fader" (i betydningen præst) på spansk. Øen har navn efter fader José Nicolás Ballí (c.1770-1829) som har ejet øen.